# Salt Lake City
Salt Lake City [ˌsɔːlt leɪ̯k ˈsɪɾi] ist die Hauptstadt des US-Bundesstaates Utah und mit 199.723 Einwohnern (Census 2020) auch die größte Stadt des Staates. Im Ballungsraum leben über 1,25 Millionen Menschen. Salt Lake City ist County Seat (Verwaltungssitz) des Salt Lake Countys.
Die Stadt wurde 1847 von Mormonen gegründet. Auch heute noch gilt die Stadt als Zentrum der Kirche Jesu Christi der Heiligen der Letzten Tage.

## Geschichte
Am 24. Juli 1847 wurde Salt Lake City von 143 Männern, drei Frauen und zwei Kindern an der Ostküste des Großen Salzsees gegründet. Diese Mitglieder der Kirche Jesu Christi der Heiligen der Letzten Tage (HLT, englisch Latter-day Saints, LDS), auch Mormonen genannt, waren hauptsächlich wegen der religiösen Verfolgung und Diskriminierung aus den östlichen Staaten geflohen. Sie waren die ersten Weißen, die sich in Utah niederließen.
Nach dem Lynchmord an ihrem Kirchengründer Joseph Smith leitete der zweite Kirchenpräsident Brigham Young die Mehrheit der Kirchenmitglieder in Richtung Westen – das Gebiet der Stadt gehörte damals offiziell noch zu Mexiko, war aber praktisch ein Niemandsland; so hoffte man, aus dem Gebiet der als feindlich empfundenen USA zu entkommen. Letztlich gelang dies zwar nicht, aber bis die US-Zentralmacht hier merklich in Erscheinung treten konnte, waren die Mormonen bereits fest genug etabliert, um in ihrer Existenz nicht mehr gefährdet zu sein.
Berichten zufolge hatte Young bei der Ankunft im Salt-Lake-Tal eine Vision, die besagte: Dies ist der richtige Ort. Ursprünglich hieß die Stadt Great Salt Lake City, sie wurde umbenannt, als sie Hauptstadt des Gebiets wurde.
Im Jahr 2002 war Salt Lake City Austragungsort der Olympischen Winterspiele und 2004 Austragungsort der World Sledge Hockey Championships.
Am 24. Juli 2024, wenige Tage vor Beginn der Olympischen Sommerspiele 2024, gab Thomas Bach bekannt, dass die Olympischen Winterspiele 2034 wieder, wie 2002 in Salt Lake City stattfinden werden.

## Geographie

### Geographische Lage

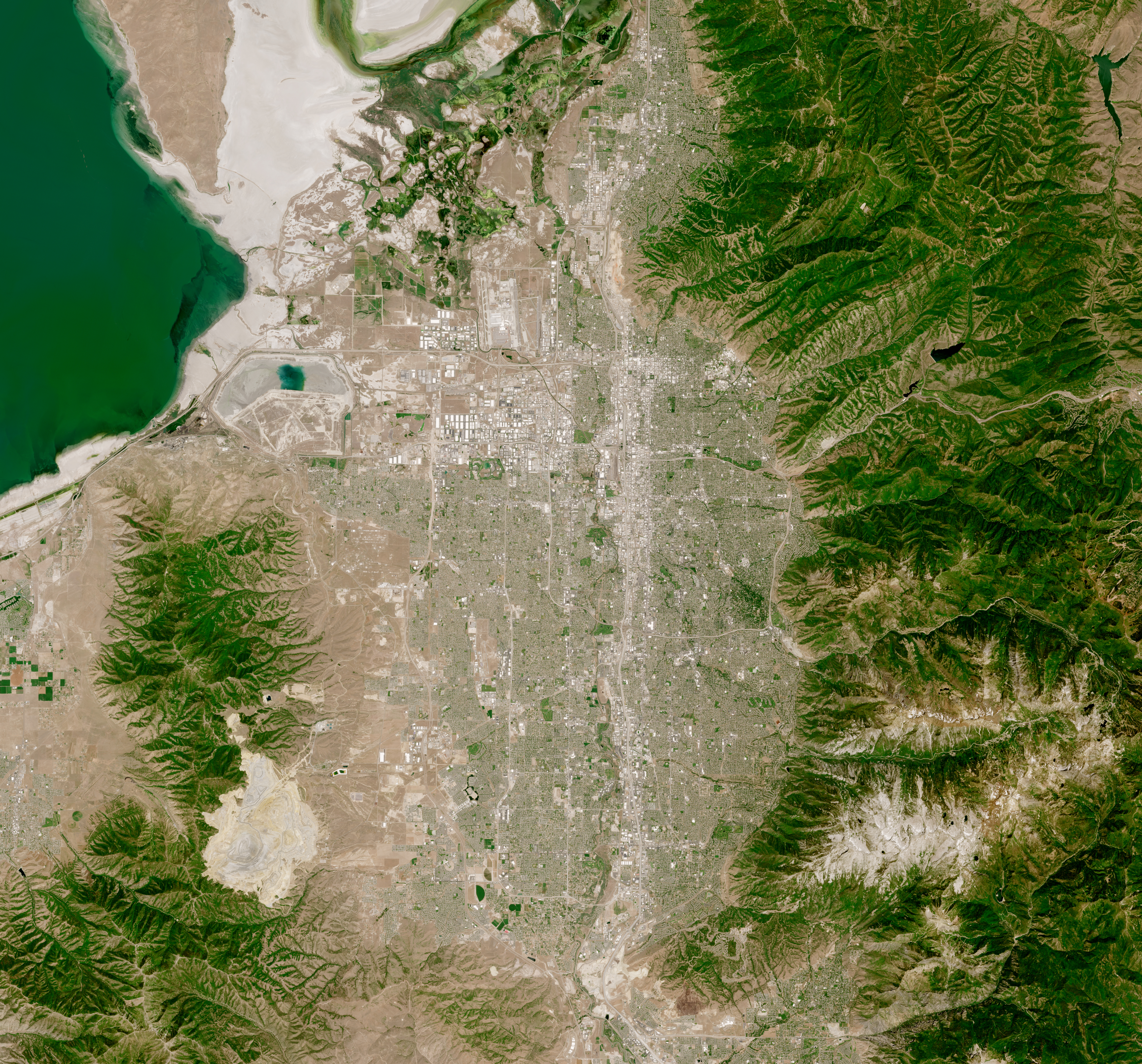
Satellitenbild von Salt Lake City

Die Stadt liegt im Tal des Großen Salzsees, dem Salt Lake Valley, das von der Wasatchkette im Osten und dem Oquirrh-Gebirge im Westen eingeschlossen wird. Wie die meisten Städte, die sich nördlich und südlich von Salt Lake City erstrecken (wie Ogden und Provo) liegt es am Fuße der Wasatchkette, die sich an manchen Stellen 2000 Meter über dem Tal erhebt. Dieser Siedlungskorridor ist auch als die Wasatch Front bekannt und stellt den einzigen Bereich in der Großregion dar, in dem Trinkwasser aus den Bergen in großer Menge verfügbar ist.

### Klima
Salt Lake City liegt in der semiariden Klimazone mit ausgeprägten Sommern und Wintern. Frühling und Herbst kommen fast gar nicht zur Geltung. So ist es im Sommer trocken und heiß und im Winter ist die Stadt vom Schnee geprägt. Das Oquirrh-Gebirge an der Stadt ist eher kahl, während an der Wasatchkette auch Nadelbäume wachsen.
Das Winterklima ist wegen des ausgleichenden Effekts des Großen Salzsees nicht so rau wie östlich der Rocky Mountains in Cheyenne oder Denver. Die Temperaturen fallen selten längere Zeit unter −18 °C. Das Sommerklima ist ebenfalls durch den See gemäßigt, dazu kommt die Lage der Stadt auf etwa 1350 Meter. Durchschnittlich etwa achtmal im Jahr werden 38 °C überschritten, diese Tage sind allerdings nicht so unangenehm, da es sich um eines der trockensten Gebiete des Landes handelt.
Zwischen Dezember und März ist Schneefall relativ häufig, aber selten, dass bei einem Schneesturm mehr als 30 cm fallen; an Hängen nahe den Bergen fällt wesentlich mehr. Im Sommer gibt es nur sporadischen Regen. Die Sommer-Monsune, die von Mexiko und Arizona aufsteigen, betreffen die Region von Mitte Juli bis September und sind oft mit starken Gewitteraktivitäten verbunden.
|                       | Jan  | Feb  | Mär  | Apr  | Mai  | Jun  | Jul  | Aug  | Sep  | Okt  | Nov  | Dez  |   |       |
| Mittl. Tagesmax. (°C) | 2,4  | 6,4  | 11,2 | 16,3 | 22,2 | 28,2 | 33,4 | 31,9 | 26,2 | 18,9 | 10,4 | 3,2  | ⌀ | 17,6  |
| Mittl. Tagesmin. (°C) | −7,1 | −4,1 | −0,3 | 3,3  | 7,6  | 13,0 | 17,6 | 16,6 | 10,6 | 4,6  | −0,6 | −5,8 | ⌀ | 4,7   |
|                       |      |      |      |      |      |      |      |      |      |      |      |      |   |       |
| Niederschlag (mm)     | 28,2 | 31,2 | 48,5 | 53,8 | 45,7 | 23,6 | 20,6 | 21,8 | 32,5 | 36,6 | 32,8 | 35,6 | Σ | 410,9 |
|                       |      |      |      |      |      |      |      |      |      |      |      |      |   |       |
| Sonnenstunden (h/d)   | 4,0  | 5,7  | 7,3  | 9,1  | 10,6 | 12,3 | 12,1 | 11,2 | 10,1 | 8,4  | 5,5  | 4,0  | ⌀ | 8,4   |
|                       |      |      |      |      |      |      |      |      |      |      |      |      |   |       |
| Regentage (d)         | 6,4  | 6,3  | 8,0  | 7,8  | 6,6  | 3,9  | 3,0  | 3,7  | 4,1  | 4,7  | 6,0  | 6,8  | Σ | 67,3  |
|                       |      |      |      |      |      |      |      |      |      |      |      |      |   |       |
| Luftfeuchtigkeit (%)  | 74   | 70   | 60   | 53   | 49   | 41   | 36   | 38   | 45   | 55   | 67   | 75   | ⌀ | 55,2  |

| −7,1 |

| −4,1 |

| −0,3 |

| 3,3 |

| 7,6 |

| 13,0 |

| 17,6 |

| 16,6 |

| 10,6 |

| 4,6 |

| −0,6 |

| −5,8 |

| −7,1 |

| −4,1 |

| −0,3 |

| 3,3 |

| 7,6 |

| 13,0 |

| 17,6 |

| 16,6 |

| 10,6 |

| 4,6 |

| −0,6 |

| −5,8 |

### Stadtaufteilung
Die Stadt selbst ist gitterförmig angelegt, die meisten Straßen verlaufen genau von Norden nach Süden oder Osten nach Westen. Der Ursprung des Gitters liegt in der Süd-Ost-Ecke des Tempelbereichs, dem Standort des Salt-Lake-Tempels. Straßenbezeichnungen und Adressen sind dem Koordinatensystem entsprechend.
Die Gebäude der Innenstadt sind eine beeindruckende Sammlung alter und neuer Strukturen: Einerseits gibt es Hochhäuser aus Stahl und Glas mit 20 Stockwerken, daneben Ziegelgebäude aus dem 19. Jahrhundert. Das höchste Gebäude der Stadt ist das 26-stöckige Bürogebäude der HLT-Kirche, in dem sich deren Verwaltungszentrale befindet. Weitere wichtige Gebäude sind die EnergySolutions Arena, das Wells Fargo Center, das One Utah Center, die Salt Lake City Public Library, das historische Tabernakel (ehemals die größte Veranstaltungshalle im amerikanischen Westen, heute noch Ort vieler Konzerte), der Salt-Lake-Tempel und das neue Konferenzzentrum der HLT-Kirche, das etwa 20.000 Plätze bietet. Ein weiteres imposantes Gebäude ist das Salt Palace Convention Center. Es verfügt nach mehreren Erweiterungen über umgerechnet 47.843 Quadratmeter Ausstellungs- und 15.235 Quadratmeter Konferenzraumfläche. Über das Jahr verteilt finden dort diverse Ausstellungen und Konferenzen statt.
Der Hogle Zoo liegt am Fuße der östlichen Ausläufer-Berge, der Liberty Park befindet sich südöstlich der Innenstadt.

### Bezirke
Salt Lake City hat zahlreiche inoffizielle Stadtviertel, die in der gesamten Stadt wohlbekannt und auch auf den meisten örtlichen Karten vermerkt sind. Eines der bekanntesten ist The Avenues im Nordosten. The Avenues ist ein Viertel, das aus alten Häusern besteht, die gleichzeitig in perfekt rechteckigen Blocks gebaut wurden. Die Straßen dort sind alphabetisch benannt und die Avenues durchnummeriert.
Weitere Viertel sind
- Sugar House – Südosten
- Federal Heights – Osten
- East Bench – Nordosten
- Capitol Hill – Norden
- Rose Park – Westen

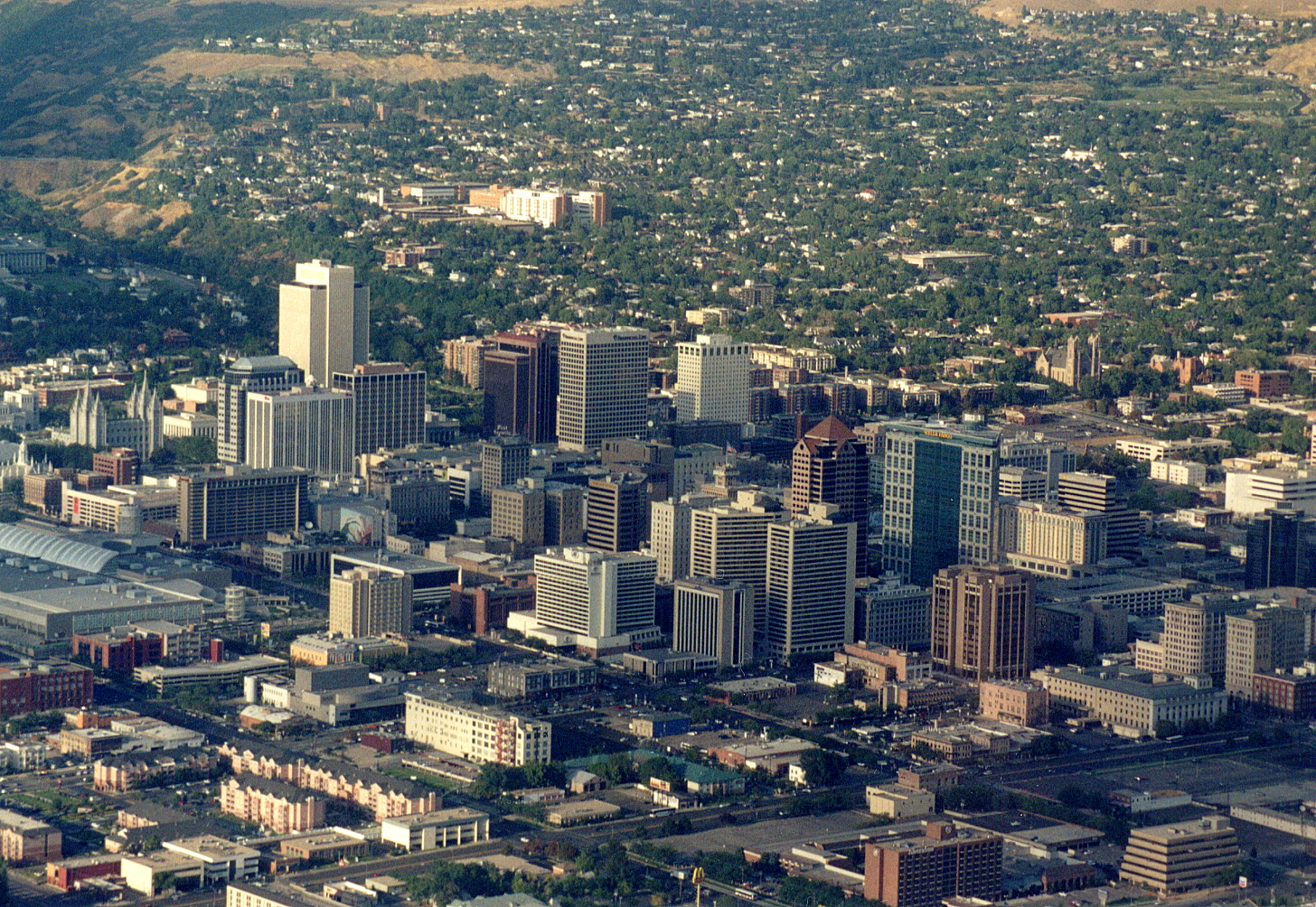
Downtown

Die HLT-Kirche teilt die Stadt und weitere Gebiete mit hohem HLT-Anteil – ganz Utah und viele andere Gebiete im Westen der USA – außerdem in Pfähle (Stakes) und Gemeinden (Wards). Ein Pfahl entspricht grob gesehen einer Diözese in anderen christlichen Kirchen, und eine Gemeinde ist einer Kirchengemeinde ähnlich. Durch den übergreifenden Einfluss der Mormonen in Utah wissen selbst Nicht-Mormonen, auf dem Gebiet welcher Gemeinde sie wohnen.

## Bevölkerung
| Jahr | Einwohner |
| ---- | --------- |
| 1980 | 163.033   |
| 1990 | 159.928   |
| 2000 | 181.743   |
| 2010 | 186.440   |
| 2020 | 199.723   |

Laut dem Zensus 2010 wohnen in der Stadt 186.440 Menschen in 71.461 Haushalten, und 57.543 Familien. Es gibt 75.177 Wohneinheiten bei einer durchschnittlichen Dichte von 272,7/km². Die Bevölkerungsdichte beträgt 643,3/km² (1666,1/mi²).
75,1 % der Bewohner sind Weiße, 2,7 % Afroamerikaner, 1,2 % Indianer und 4,4 % Asiaten. 10,7 % gaben als Antwort other race an. 3,7 % gehören zwei oder mehr „Rassen“ an. 30,33 % der Bevölkerung haben lateinamerikanische oder spanische Vorfahren. 18,5 % der Bevölkerung wurden im Ausland geboren, 27 % sprechen zu Hause eine andere Sprache als die englische.
Das Durchschnittseinkommen eines Haushalts beträgt nach dem Zensus 2000 in der Stadt 36.944 Dollar, das einer Familie 45.140 Dollar und das Pro-Kopf-Einkommen 20.752 Dollar. Männer verdienen 31.511 Dollar gegenüber Frauen mit 26.403 Dollar. 15,3 % der Bevölkerung leben unter der Armutsgrenze, davon sind 18,7 % Kinder jünger als 18 und 8,5 % 65 Jahre und älter. Für den Zeitraum 2006 bis 2010 betrug das Durchschnittseinkommen 44.223 Dollar und war damit deutlich höher als 2000. Der Anteil der Menschen, welche unter der Armutsgrenze leben, ist mit 17,5 % ebenfalls höher als noch 2000.
Obwohl in Salt Lake City die Kirche Jesu Christi der Heiligen der Letzten Tage ihren Hauptsitz hat, stellen Angehörige dieser Glaubensgemeinschaft mit weniger als 50 %, anders als im Bundesstaat Utah mit 62 %, nicht die Bevölkerungsmehrheit.

## Politik

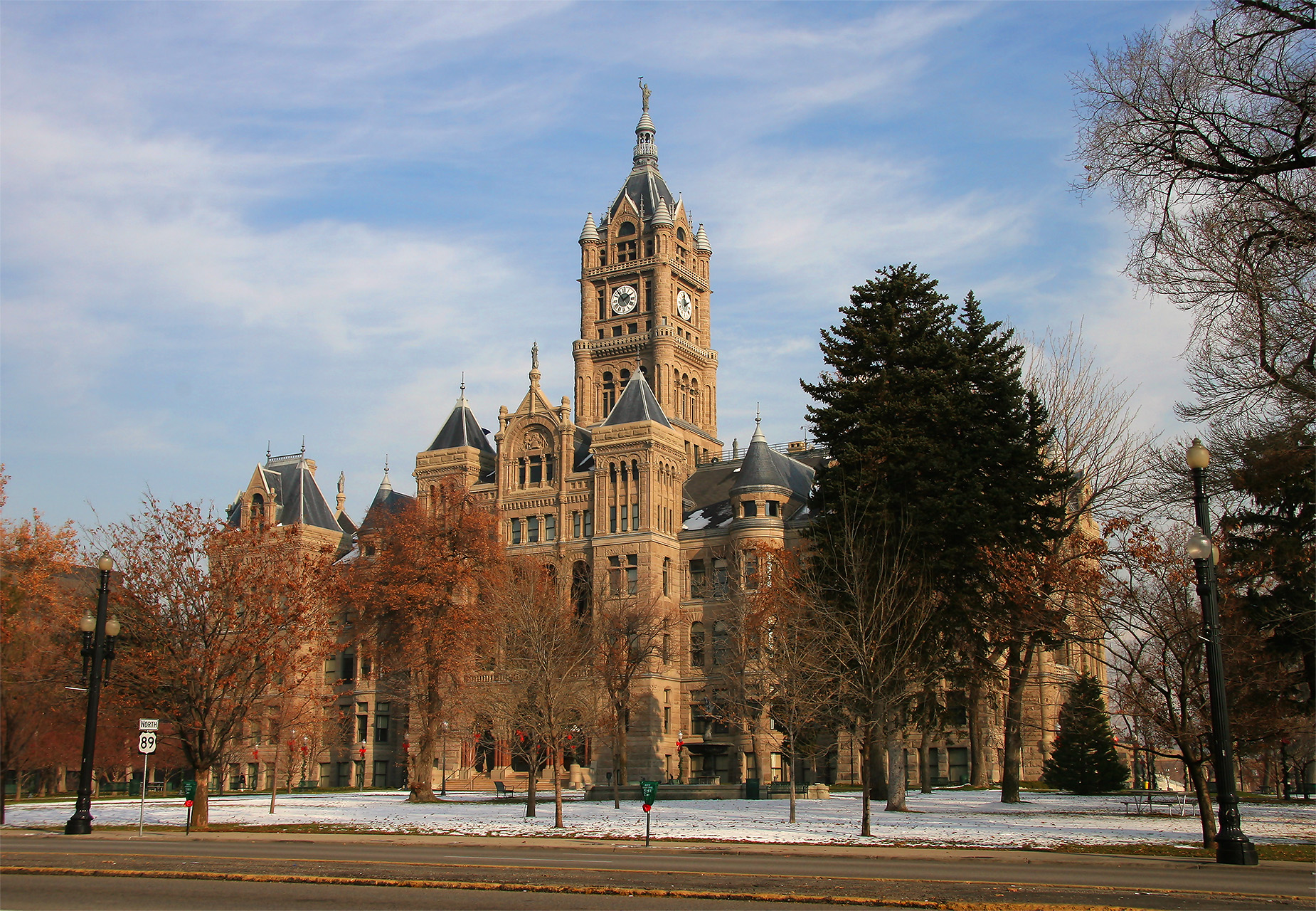
Salt Lake City and County Building (2004)

Im Gegensatz zum Rest Utahs haben seit den 1970ern demokratische und liberale Politiker die politische Mehrheit in Salt Lake City. Etwa die Hälfte von Salt Lake Citys Bevölkerung sind Mitglieder der Kirche Jesu Christi der Heiligen der Letzten Tage, verglichen mit etwa 62 % für ganz Utah und 90 % in den eher ländlichen Gemeinden. Daher ist auch der Einfluss der Kirche auf den Staat ein stark diskutiertes Thema.

## Städtepartnerschaften
Salt Lake City unterhält Städtepartnerschaften mit Czernowitz (Ukraine), Keelung (Taiwan), Matsumoto (Japan), Oruro (Bolivien), Quezon City (Philippinen), Thurles (Irland), Sarajevo (Bosnien und Herzegowina), Manaus (Brasilien), Turin (Italien) und Ischewsk (Russland).

## Wirtschaft und Infrastruktur

### Wirtschaft
Die Metropolregion von Salt Lake City erbrachte 2016 eine Wirtschaftsleistung von 84,8 Milliarden US-Dollar und belegte damit Platz 41 unter den Großräumen der USA.
Die Arbeitslosenrate in der Metropolregion betrug 3,0 Prozent und lag damit unter dem nationalen Durchschnitt von 3,8 Prozent (Stand: Februar 2019.)
Die Wirtschaft der Stadt ist vorwiegend dienstleistungsorientiert. Während die Kennecott-Kupfermine (Bingham copper mine) in der Nähe während des 19. Jahrhunderts für ein starkes Einkommen sorgte, entwickelte die Stadt eine Wirtschaft als Verkehrsknotenpunkt, durch Callcenter und Saisontourismus. Auch die Olympischen Winterspiele 2002, die vom 8. Februar bis zum 24. Februar 2002 stattfanden, sorgten für einen Aufschwung der umliegenden Wirtschaft.

### Hochschulen

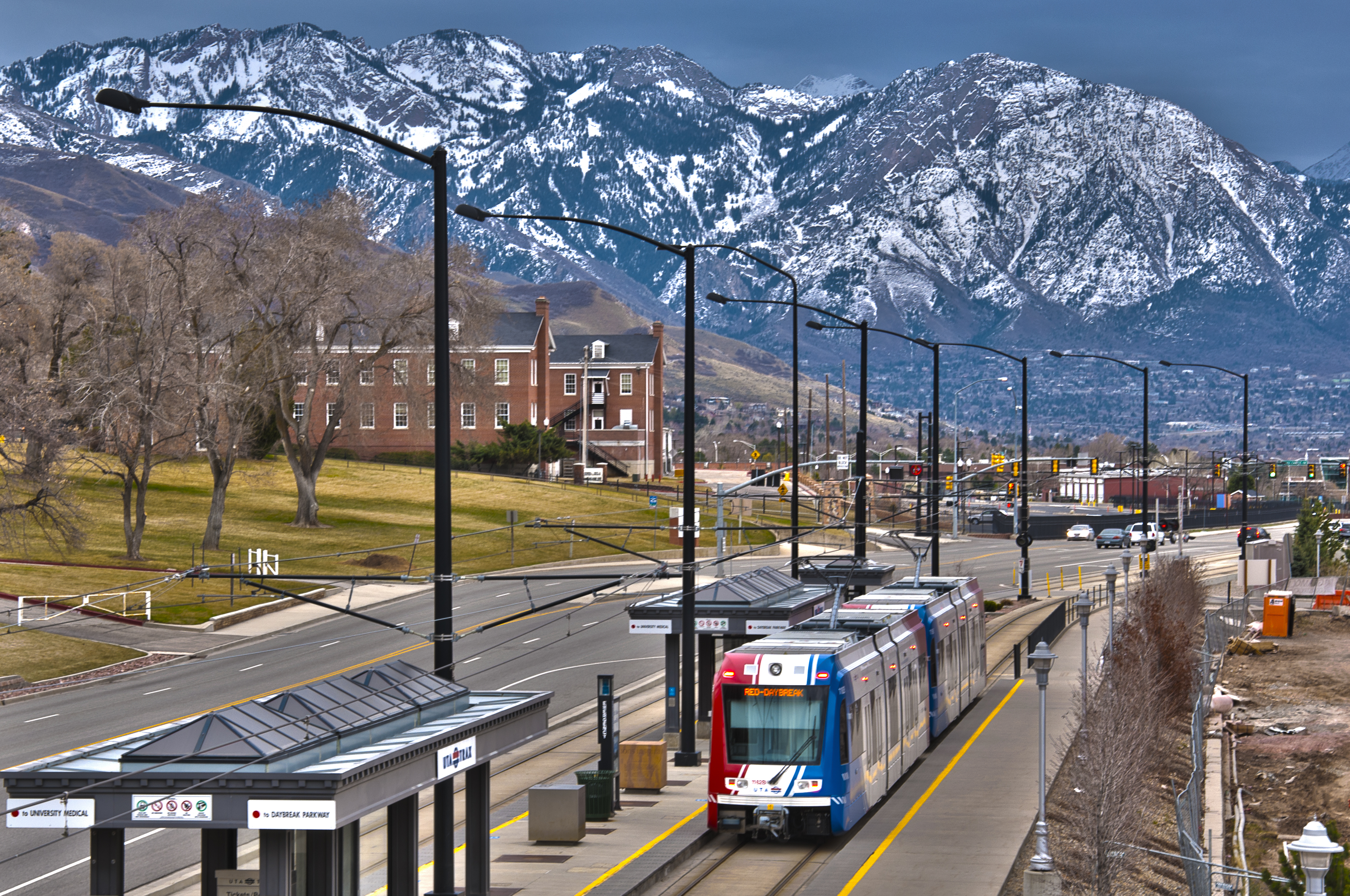
TRAX-Zug in Salt Lake City vor den Bergen der Wasatch Front

Dazu hat die Stadt ein dienstleistungsorientiertes Hochschulwesen mit mehreren Universitäten (z. B. University of Utah) und vielen technischen Schulen.

### Verkehr

#### Straßen-Fernverkehr
Salt Lake City liegt am Kreuzungspunkt der Interstate 80 mit der Interstate 15.

#### Straßenverkehr in der Stadt
Die Straßen im Stadtkern wurden von Anfang an überbreit angelegt. Mit 132 ft (40 m) sollten sie laut einem Brigham Young zugeschriebenen Kommentar breit genug sein, damit ein Fuhrwerk ohne Fluchen des Fahrers wenden kann. In Verbindung mit der überdurchschnittlichen Blockgröße ergibt sich eine Struktur, die heute stark durch den Autoverkehr geprägt und kaum für Fußgänger geeignet ist. Das führte dazu, dass die Luft in der Stadt einen der höchsten Feinstaub-Werte aufweist.

#### Schienenverkehr
Seit 1999 gibt es eine Stadtbahn, die Salt Lake City Light Rail.
Die Stadtverwaltung hat seit etwa der Jahrtausendwende mit Unterstützung der Handelskammer und der Kirche den Öffentlichen Nahverkehr und andere umweltfreundliche Verkehrsarten gefördert. Das TRAX-System besteht aus mehreren Bahnlinien für den Nahverkehr. Es begann 1999 und seit Ende 2012 fährt die TRAX-Linie entlang der Wasatch Front bis Provo. 2013 stieg die Zahl der Fahrgäste in den Nahverkehrszügen der Region um 103 % an. Im Stadtzentrum wurden von der ehemals achtstreifigen North Temple Lane zwei Fahrstreifen in der Mitte für die TRAX-Schienen verwendet und außen breite Radfahrstreifen angelegt.

#### Flugverkehr
Es gibt einen internationalen Flughafen.

#### Schienen-Fernverkehr
Der Zug California Zephyr von Amtrak fährt von Chicago über Salt Lake City nach San Francisco.

## Kultur

### Museen
- Utah Museum of Fine Arts
- Church History Museum
- Utah Museum of Natural History
- Clark Planetarium
- Utah State Historical Society
- Daughters of Utah Pioneers Memorial Museum
- Fort Douglas Military Museum
- Social Hall Heritage Museum

### Sport
Zu den beliebtesten Sportarten in und um Salt Lake City zählen die Wintersportarten Skifahren und Snowboarding. Diesen kann man in der Wasatchkette östlich der Stadt nachgehen. Insgesamt gibt es acht Skigebiete um Salt Lake City. Hier fanden auch die Olympischen Winterspiele 2002 statt. Am 24. Juli 2024 erhielt die Stadt den Zuschlag für die Austragung der Olympischen Winterspiele 2034.
In Salt Lake City ist das Basketball-Team Utah Jazz beheimatet. Das 1979 von New Orleans nach Salt Lake City umgezogene Franchise trägt seine Heimspiele im Delta Center aus. In den letzten 25 Spielzeiten konnte die NBA-Organisation 22-mal die Play-offs erreichen. In den Jahren 1997 und 1998 erreichten die Jazz das NBA-Finale, unterlagen jedoch beide Male den Chicago Bulls. Von 1970 bis 1976 waren in der Stadt die Utah Stars zu Hause. Die Mannschaft spielte in der damaligen American Basketball Association und gewann 1971 die Meisterschaft.
Im Sommer 2024 erhielt Salt Lake City erstmals ein eigenes Franchise der National Hockey League (NHL), das vorerst als Utah Hockey Club firmierte und im Mai 2025 schließlich den Beinamen Mammoth erhielt. Im Zuge des Verkaufs der Arizona Coyotes zog es in die Stadt um und nahm ab der Saison 2024/25 den Spielbetrieb auf. Die Heimspiele tragen sie wie die Utah Jazz im Delta Center aus.
Seit 2005 spielt Real Salt Lake in der Major League Soccer. Bis 2008 wurden alle Heimspiele der Fußballmannschaft im Rice-Eccles Stadium, das auf dem Gelände der University of Utah liegt, ausgetragen. Anschließend zog die Mannschaft in die nahegelegene Stadt Sandy ins America First Field um. 2009 konnte die erste Meisterschaft gewonnen werden. Zuvor war das Fußball-Franchise Salt Lake Sting von 1989 bis zu seiner Auflösung 1991 in der Stadt ansässig.
Daneben gibt es noch zahlreiche weitere Mannschaften: Neben den Teams der University of Utah, den Utah Utes, existieren unter anderem noch Mannschaften, die Arena Football und Minor League Baseball spielen.

## Sehenswürdigkeiten
- Temple Square mit dem Salt-Lake-Tempel und weiteren Gebäuden liegt im Herzen der Innenstadt. Nicht zuletzt deswegen gehört Salt Lake City neben Israel weltweit zu den beliebtesten Religionstourismus-Reisezielen. Mit jährlich drei bis fünf Millionen Besuchern ist der religiöse Platz des Mormonentums die am häufigsten besuchte Attraktion Utahs.[12]

- Das Utah State Capitol
- Die White Memorial Chapel

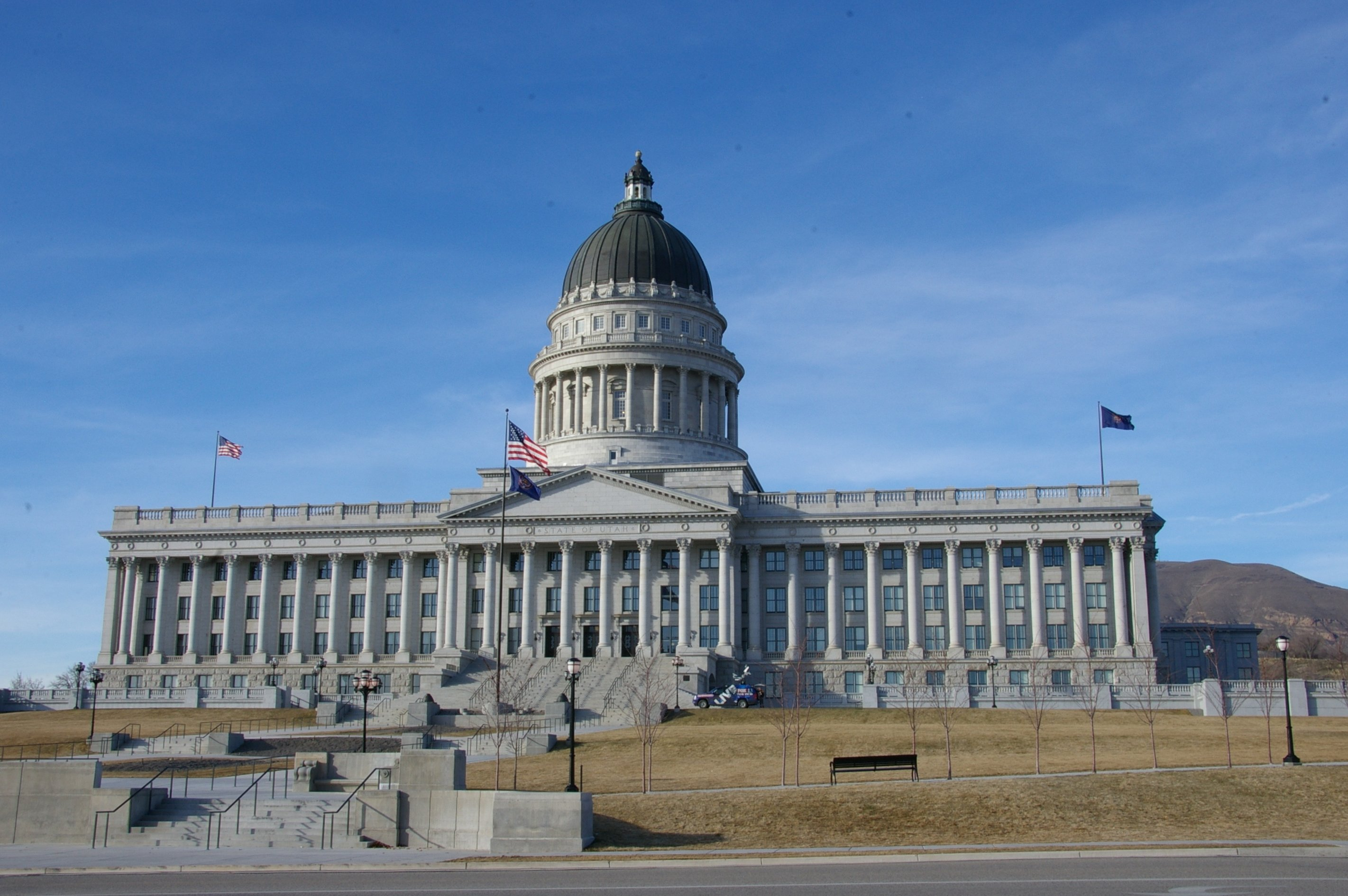
Utah State Capitol: Utahs Oberster Gerichtshof und State Legislature

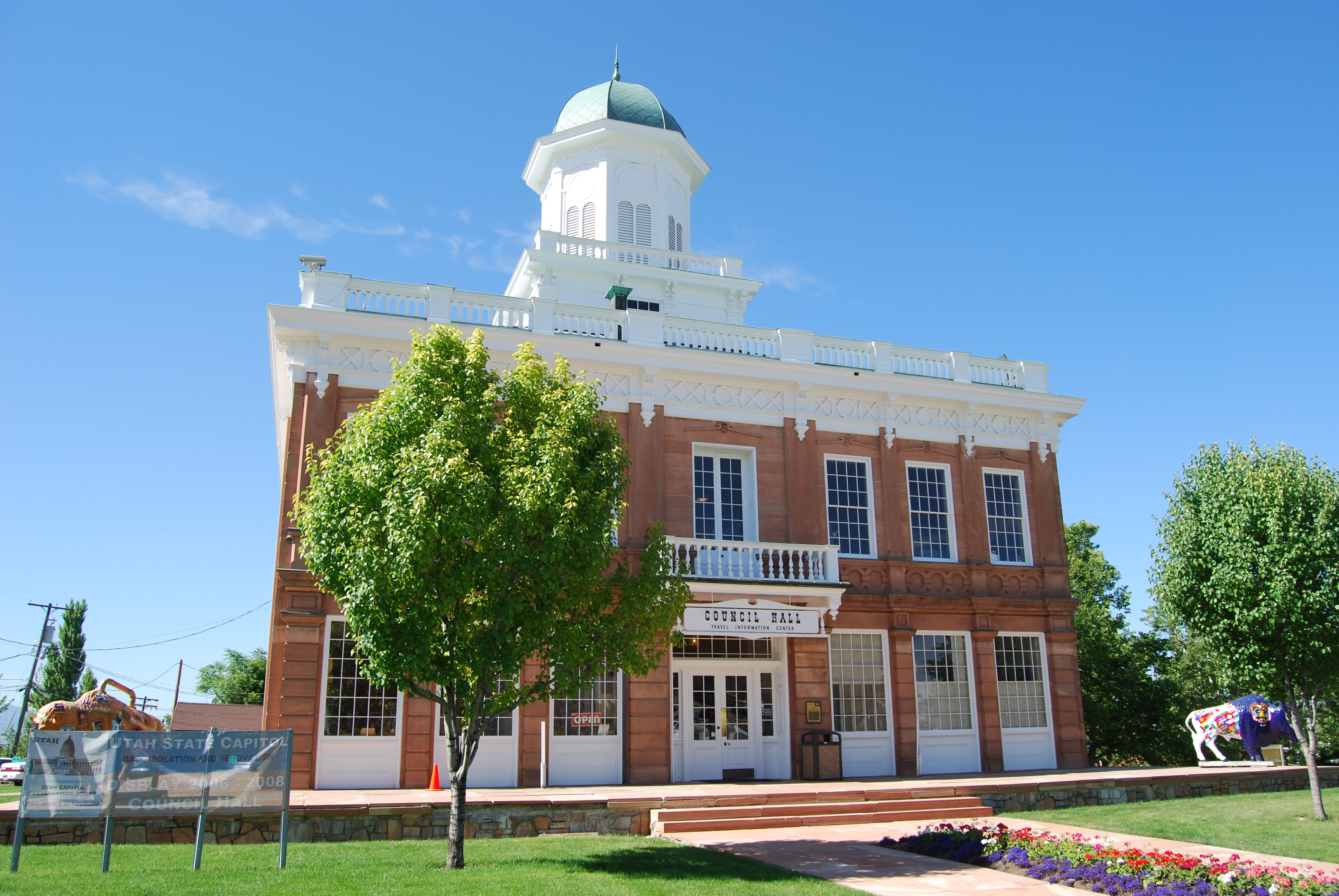
Salt Lake City Council Hall (2007)

Der National Park Service weist für Salt Lake City vier National Historic Landmarks aus (Stand Dezember 2016): das Fort Douglas, die Salt Lake City Council Hall, der Temple Square und der Brigham Young Complex. 223 Bauwerke und Stätten der Stadt sind insgesamt im National Register of Historic Places (NRHP) eingetragen (Stand 25. April 2020).